# Albanija
Albanija (albanski: Shqipëria, u prijevodu Zemlja orlova) sredozemna je država jugoistočne Europe. Graniči s Crnom Gorom na sjeveru, Kosovom na sjeveroistoku, Sjevernom Makedonijom na istoku, Grčkom na jugu, Jadranskim morem na zapadu te Jonskim morem na jugozapadu. Službeno ime glasi Republika Albanija (albanski: Republika e Shqipërisë), a ona je također i kandidat za ulazak u EU.

## Podrijetlo i povijest imena
Albanija vjerojatno dolazi od antičkog indouropskog korijena *albho, što znači „bijelo“. Od ovog korijena možda potječe i ime Albion, staro ime za Britaniju. Alternativno podrijetlo može biti isto kao i za ime Alpe, ali etimologija ovog naziva nije definitivno utvrđena. Treća varijanta kaže da “Albanija” potiče od latinskog “Alba”. “Albus” znači na latinskom “bijelo” ili “svijetlo”, tako da su Rimljani tako nazivali mijesta gdje se Sunce najprije vidi, po brdovitim mjestima.
Prvi put riječ Albanoi se pojavljuje kao ime ilirskog plemena u današnjoj sjevernoj središnjoj Albaniji, 130. godine u Ptolomejevom radu. Albanopolis od Albana je mjesto koje se poistovjećuje sa Zgerdešom (Zgërdhesh) brdskom tvrđavom blizu Kruje u sjevernoj Albaniji. Arbanon je vjerojatnije ime okruga – moguće je da se radi о ravnici Mat – nego ime određenog mjesta. Indikacija pokreta s viših nadmorskih visina u mnogo ranijem periodu je detektirana u razdiobi zemljopisnih imena koja završavaju sa -eš ("-esh") koje izgleda da je proisteklo iz latinskog -enizis ili -ezis, između Škumbina i Mata, s koncentracijom između Elbasana i Kruje.
Izraz Albanon možda se polako širio na druga ilirska plemena dok njegova upotreba nije postala uobičajena među svim Albancima. Sudeći prema albanskom znanstveniku Faïku bey Konitzi, izraz „Albanija“ nije u potpunosti zamijenio „Iliriju“ do kraja četrnaestog stoljeća. Riječ „Alba“ ili „Arba“ je izgleda povezana s gradom Arba (danas Rab, Hrvatska), u kojem su u davna vremena živjeli poluilirski Liburni, koji se prvi put spominju 360. pr. Kr.
Oko tisuću godina kasnije, neki bizantski pisci su upotrebljavali nazive „Albanon„ i „Arbanon“ za označavanje regije Kruje. U 13. stoljeću, imena „Albanija“ i „Albanežani“ (“Albanenses“) su označavala cijelu zemlju i sve stanovništvo kako se vidi u radovima mnogih starih albanskih pisaca, kao što su Budi, Blanko i Bogdano. U Povijesti napisanoj 1079. – 1080. godine, bizantski povjesničar Michael Attaliates dao je naznake o Albanonima koji su sudjelovali u pobuni protiv Konstantinopola 1043. godine, i o Arbanitima kao podanicima vojvode Dirahijuma. Italo-Albanci i albanske manjine koje su još prisutne u Grčkoj su kroz povijest bile poznate pod različitim imenima: Arbënuer, Arbënor, Arbëneshë, Arbreshë.
Gotovo da nema sumnje da je korijen alb- ili arb- stariji od shqip-, od kojeg potiče današnje ime države Shqipëria, ime koje se pojavljuje samo u vrijeme turskih invazija. Albansko ime zemlje, Shqipëria, znači „zemlja orlova“.

## Povijest
Na prostorima današnje Albanije, ljudska aktivnost je prisutna od početka čovjekove povijesti. Najranije stanovništvo je vjerojatno bilo predindo-europsko, koje je nastanjivalo veći dio sredozemne obale. Ipak, njihovi fizički ostaci su oskudni i koncentrirani samo na priobalno područje. Uskoro su ove prve stanovnike zamijenila protohelenska plemena, koja su postupno zauzimala današnju Grčku, južnu Makedoniju i južni dio današnje Albanije. Ovi su se procesi odvijali u drugom tisućljeću prije Krista, i nisu utjecali na sjevernu ili središnju Albaniju, zonu koja je u to vrijeme predstavljala sliku političkog vakuuma (što je u biti povijesni paradoks).
Iliri su relativno kasno došli na Balkan. Premda se njihova nazočnost može pratiti do 900. pr. Kr., njihova se politička struktura oblikovala u 7. stoljeću pr. Kr. i 6. stoljeću pr. Kr. Vješti u obradi metala i žestoki ratnici, Iliri su osnovali ratnička kraljevstva koja su se međusobno borila kroz cijelu njihovu povijest. Samo tijekom šestog stoljeća prije Krista Iliri su organizirali napade velikog značenja na svoje prve susjede, grčko kraljevstvo Molosoi u sjevernom Epirusu (danas južna Albanija), Makedonsko kraljevstvo i kraljevstvo Paeonia (danas u sjevernoj Makedoniji). Vjerojatno je njihov najveći uspjeh bilo ubojstvo Perdikasa III, kralja Makedonije. Na nesreću Ilira, Perdikasa je nasljedio Filip II. Makedonski, otac Aleksandra Velikog, koji je uspješno prekinuo ilirsku agresiju.
U stvarnosti, ipak, Iliri su uglavnom bili miroljubivi trgovci poljoprivrednih dobara i metalnih proizvoda. Na ilirsku kulturu utjecala je grčko-makedonska kultura. Na prostoru Albanije se nalazilo i nekoliko antičkih grčkih kolonija.
Nakon što ju je osvojilo nekoliko zemalja, od kojih su najvažnije bile Rimsko i Bizantsko Carstvo, Ilirija je izgubila većinu svog početnog stanovništva, i konačno postala dio Osmanskog Carstva 1478. godine, nakon godina otpora pod vodstvom Skenderbega, albanskog narodnog heroja.
Moć je albanskih begova slabila. Od gubitka janinskog pašaluka i nakon grčkog rata za neovisnost, južna je Albanija bila u nemirima. U tim su okolnostima stare albanske muslimanske obitelji pokušale vratiti svoju moć. Dio te borbe bilo je organiziranje Beratske konvencije prosinca 1828. godine. Predvodio ju je Ismail-beg Qemali iz valonske obitelji, djed utemeljitelja suvremene albanske države od 1912. godine Ismaila Qemalija. Na ovoj su konvenciji čelnici bili Qemali, Zylyftar Poda i Shahin-beg Delvina. Osmanske su vlasti pokušale spriječiti uspon domaćih begova koji su predstavljali prijetnju centraliziranoj osmanskoj državi. 5. siječnja 1829., samo jedan mjesec nakon te konvencije, Ismail-bega Qemalija u Janini su ubili ljudi Rešid Mehmeda-paše.
1830. su godine kod Bitole u Makedoniji osmanske snage počinile 500 masakr albanskih begova. Ovo je nedjelo dovelo do slabljenja moći begova iz južne Albanije i postavilo osnove za rušenje moćnog albanskog poluautonomnog skadarskog pašaluka. Ismail Kadare je u svom romanu ovaj događaj opisao kao sraz albanske kanune i bese protiv samog Osmanskog Carstva.
1910. je godine na području Albanije izbila pobuna protiv nove centralizatorske politike mladoturske osmanske vlasti. 1911. je na sjeveru Albanije u Malesiji izbila nova pobuna, pobuna Malisora.
Tijekom Prvog balkanskog rata, Albanija je jednostrano proglasila neovisnost od Otomanskog Carstva 1912. godine, no njezin teritorij se nalazio pod okupacijom Balkanskih saveznika – Srbije, Crne Gore i Grčke. Od siječnja do kolovoza 1912. na području Makedonije i susjedstva izbila je albanska pobuna. Odlukama Londonske konferencije 1912., Albanija postaje međunarodno priznata neovisna kneževina. Na čelo je došao Vilim Wiedski. Već 1914. izbio je Ustanak muslimanskih seljaka u Albaniji protiv režima Vilima Wiedskog lipnja 1914. godine. U gušenju je ulogu imala međunarodna žandarmerija Kneževine Albanije.
Tijekom prvih mjeseci Svjetskog rata dolazi do nemira u zemlji a knez i ministri bježe u inozemstvo. Veći dio teritorija Albanije okupira Austro-Ugarska 1916., dok je južni pod okupacijom sila Antante kao dio Solunske fronte. Nakon proboja fronte 1918., Albanija dolazi pod okupaciju Saveznika, Francuske i Italije, sve do kraja Pariške mirovne konferencije 1920. Tada Albanija postaje republika.
Nakon 1. svjetskog rata došlo je do pobune na sjeveru zemlje, koju su potaknuli iz Kraljevine SHS. Iako je potonja poricala svoj uplet u tu pobunu, na pritiske velikih sila da se ne miješa u to, K. SHS je morala prekinuti potporu, i došlo je do toga da je pobuna ugušena. 
S druge strane, Albanija je imala probleme s uspostavom vlasti oko grada Valone, kojeg su talijanske okupacijske vlasti odbile predati albanskim vlastima, pa je u lipnju 1920. izbio cijeli sukob, koji je poslije dobio ime Valonski rat.
Neke države Saveznice, Kraljevina SHS i Grčka, nezadovoljne pariškom podjelom teritorije, prodiru u Albaniju i okupiraju neke njezine dijelove. Intervencijom Lige naroda, jugoslavenske snage napuštaju Albaniju 1921., a grčke 1923. godine.
U jesen 1926. godine dolazi do većeg sukoba između sjevernoalbanskih plemena i jugoslavenske vojske. Sukob se vodio najprije na granici, a onda se proširio na teritorij obje države. Stoga dolazi do konferencije veleposlanika, koju je organizirala Liga naroda, radi očuvanja mira u Europi. Konferencija je promijenila granicu između dviju zemalja: Kraljevini SHS dodijelili su albanski dio uz područje Metohije, a Albaniji jugoslavenski dio uz Vardarsku Makedoniju. Dodijeljena područja nisu se znatno razlikovala po površini.
Od 1928. na dalje, zemljom je vladao Ahmed-beg Zogu do 1938. godine, kada je Albanija postala marionetska država Italije.
Za vrijeme Drugog svjetskog rata, albanski fašisti pomagali su Talijanima u njihovoj invaziji na Grčku (listopad 1940.) i čak sudjelovali (iako u vrlo malom broju) u muslimanskim formacijama koje su pomagale njemačkim SS trupama u suzbijanju pokreta otpora u Albaniji i državama bivše Jugoslavije.
Komunisti su preuzeli vlast nakon rata u studenom 1944. godine, pod vodstvom, Envera Hoxhе. Od 1945. do 1990. godine, Albanija je imala jedan od najrepresivnijih režima u Europi. Komunistička partija je osnovana 1941. Svi njeni protivnici su bili eliminirani. Enver Hoxha je bio na čelu partije. Tijekom više desetljeća njegove dominacije, Hoxha je stvarao i uništavao odnose s Beogradom, Moskvom i Pekingom, po svojim osobnim interesima. Nastupila je izolacija zemlje, najprije od zapadnog (zapadna Europa, Kanada, SAD) a poslije i istočnog bloka. 
1985. godine, Enver Hoxha je umro, a naslijedio ga je Ramiz Alia. Alia je prvo pokušao pratiti Hoxhine stope, ali se istočna Europa već počela mijenjati: Mihail Gorbačov se pojavio na sceni Sovjetskog Saveza s novom politikom (glasnost i perestrojka). Totalitarni režim je bio pod pritiskom SAD-a i Europe i nezadovoljstva vlastitog naroda. Nakon što su Nicolae Ceauşescua (komunističkog vođu Rumunjske) ubili u revoluciji, Alia je znao da bi on mogao biti sljedeći ako ne dođe do promjena. Potpisao je Helsinški sporazum (koji su ostale zemlje potpisale 1975.) koji obvezuje na poštovanje ljudskih prava. Dopustio je i pluralizam, i iako je njegova stranka pobijedila na izborima 1991. godine, bilo je jasno da se promjene ne mogu zaustaviti. 1992. godine, na općim izborima je pobijedila Demokratska stranka sa 62 % glasova.
Na općim izborima 1996. godine, Demokratska stranka je pokušala osvojiti apsolutnu većinu i manipulirala je rezultatima izbora. 1997. godine, ekonomske prijevare su uzdrmale cijelu vladu, i uzrokovale nemire. Mnoge gradove su nadzirale naoružane bande i grupe građana. Ova anarhistička pobuna je omogućila Socijalističkoj stranci pobjedu na prijevremenim izborima 1997.
Od 1990. Albanija je orijentirana prema zapadu. Primljena je u Vijeće Europe, i zajedno s Hrvatskom u NATO. Albanska radna snaga je nastavila emigrirati u Grčku, Italiju, Zapadnu Europu i Sjevernu Ameriku. Korupcija u vlasti postajala je sve očitija. Političari nisu ispunjavali nade naroda u brzu i ne previše bolnu tranziciju.

## Politika
Predsjednika bira Kuvendi, tj. parlament Republike Albanije. Glavni dio od 140 zastupnika bira se na četiri godine. 100 zastupnika se bira po izravnom broju glasova, dok se ostalih 40 zastupnika biraju po proporcionalnom sistemu. Po novom izbornom sistemu po kojem su održani izbori 28. lipnja 2009., 140 poslanika se bira u 12 izbornih jedinica po proporcionalnom sistemu, zvanom regionalni proporcionalni sistem. Predsjedniku u vršenju dužnosti pomaže vijeće ministara, koje postavlja predsjednik.

## Upravna podjela
Albanija je podijeljena u 12 okruga (qark, često i prefekturë). Okruzi sadrže po nekoliko distrikata (rrethe), kojih je ukupno 36 rrethe. Distrikti su podijeljeni u općine (komunë ili bashki), kojih u Albaniji ukupno ima 351. Distrikti su:
| - 1 Berat (Berat) - 2 Bulkize (Bulqizë) - 3 Delvine (Delvinë) - 4 Devol ( Devoll) - 5 Diber (Dibër) - 6 Drač (Durrës) - 7 Elbasan (Elbasan) - 8 Fier (Fier) - 9 Gjirokaster (Gjirokastër) - 10 Gramš (Gramsh) - 11 Has (Has) - 12 Kavaje (Kavajë) - 13 Kolonje (Kolonjë) - 14 Korča (Korçë) - 15 Kruje (Krujë) - 16 Kučove (Kuçovë) - 17 Kukeš (Kukës) - 18 Kurbin (Kurbin) | - 19 Leže (Lezhë) - 20 Libražd (Librazhd) - 21 Lušnje (Lushnjë) - 22 Malesi i Madhe (Malësi e Madhe) - 23 Malakaster (Mallakastër) - 24 Mat (Mat) - 25 Mirdite (Mirditë) - 26 Pekin (Peqin) - 27 Parmet (Përmet) - 28 Pogradec (Pogradec) - 29 Puke (Pukë) - 30 Sarande (Sarandë) - 31 Skadar (Shkodër) - 32 Skrapar (Skrapar) - 33 Tepelene (Tepelenë) - 34 Tirana (Tiranë) - 35 Tropoje (Tropojë) - 36 Vlore (Vlorë) | Okruzi Albanije |

## Zemljopis
Albanija sadrži brdovit i planinski reljef. Najviša planina, Korab u okrugu Dibra je visoka 2753 m. Albanija ima blagu, ali uglavnom vlažnu klimu. Godišnja razina padalina je najviša u Europi, i dostiže preko 2000 mm na sjeveru i 1190 mm u Tirani. Ljetne temperature su obično prilično visoke, u prosjeku oko 29°C u Tirani tokom srpnja, dok su zime hladne, s minimumima ispod 0°C, osim u blizini obale.
Osim glavnog grada, Tirane, s 520 000 st. veći gradovi su Drač, Elbasan, Skadar, Gjirokaster, Valona i Korçë.
Albanija je zemlja umjereno kontinentalne klime, a na to utječe njen reljef.

## Promet
Značajnije luke u međunarodnom prometu su morske luke Drač, Sarande i Valona.

## Gospodarstvo
Albanija je jedna od najsiromašnijih europskih država. Polovica gospodarski aktivnog stanovništva se bavi poljoprivredom, a petina radi u inozemstvu. Ekonomski problemi su, između ostalih, visoka stopa nezaposlenosti, korupcija, i organizirani kriminal.
Gospodarsko samoizoliranje za doba Envera Hoxhe i novčarske manipulacije 1990-ih su još više pogoršale i obeznadile gospodarsku sliku te zemlje.
Zemlja praktički nema izvoz, a uvozi velike količine hrane iz Grčke i Italije. Priljev novca je mahom od financijske pomoći i od ljudi koji rade u inozemstvu.
Albanija ima obalu na dva europska mora, Jonsko i Jadransko. Jonsko more je poznato po čistoj, bistroj vodi, od Valone do grčke granice. Na Jadran Albanija izlazi od Valone do granice s Crnom Gorom. Taj dio Jadrana poznat je po pješčanim plažama.
Do 2000., jonske plaže su bile prilično naseljene, ali samo lokalnim stanovništvom. Između 1990. i 2000. godine, zemlja je prošla kroz političke, ekonomske i socijalne prevrate. Od tog razdoblja je Albanija povećala postotak zaposlenosti i suzbila korupciju, što je ojačalo turizam.

## Stanovništvo
Prema podacima CIA-e (veljača 2005.), 95 % stanovništva čine Albanci, uz grčku manjinu od 3 %. Postoje podatci o Crnogorcima, Makedoncima, Srbima i Gorancima (Tropolje, Kuks) koji žive u toj zemlji. Ostale procjene broja Grka u Albaniji variraju od 1 % – službena albanska statistika, do 12 % – grčki izvori. Mnogi Albanci žive u okolnim regijama: Na Kosovu (oko 1,8 milijuna), u Makedoniji (oko 500 000), u središnjoj Srbiji (preko 150 000, mahom na jugu) i u Crnoj Gori (oko 47 000, pretežno u područjima uz albansku granicu). Preko 600 000 Albanaca je emigriralo u Grčku od 1990., a veliki broj je otišao u druge zemlje. Službene grčke statistike negiraju postojanje velikih albanskih zajednica u Epiru, dok albanske procjene govore sasvim suprotno.
Jezik koji se koristi je albanski, a grčkim se služi grčka manjina u južnim dijelovima zemlje. Slavenski goranski jezik se govori u Gorë u okrugu Kukës. Selo Shishtavec je glavno središte goranskog jezika. U ostale lingvističke i kulturne grupe spadaju Vlasi i Romi.
Od osmanske okupacije većina Albanaca su muslimani (70 %), iako je religija bila zabranjena u vrijeme komunizma. Pravoslavci čine 20 % stanovništva (a nalaze se na jugu); dok Katolici čine 10 % stanovništva (na sjeveru; vidi Miriditska Republika, Biskupija Danj, Biskupija Sapa i Biskupija Sard). 20 % ukupne muslimanske populacije su iz reda Bektashi.
Albanci se dijele u dvije plemenske zajednice, bez obzira na religijsku pripadnost. Tako južni dio zemlje naseljavaju Toske, a sjeverni dio zemlje sačinjavaju pripadnici Gega.

## Zanimljivosti
Srbija je bila prva zemlja na svijetu koja je priznala novostvorenu državu Albaniju.

## Vanjske poveznice
- Albanski parlament (albanski, engleski i francuski)
- Ured Predsjednika  Arhivirana inačica izvorne stranice od 16. srpnja 2012. (Wayback Machine) (albanski i engleski)
- Albanski zavod za statistiku  Arhivirana inačica izvorne stranice od 10. veljače 2019. (Wayback Machine) (albanski i engleski)
- Slike Albanije  Arhivirana inačica izvorne stranice od 8. studenoga 2005. (Wayback Machine)
- Nacionalna turistička organizacija – turističke informacije

### Ostali projekti
|  | Zajednički poslužitelj ima stranicu o temi Albanija    |
|  | Zajednički poslužitelj ima još gradiva o temi Albanija |
|  | Zajednički poslužitelj sadrži atlas Albanije           |